# عشق، چپاول و تصادف
عشق، چپاول و تصادف (انگلیسی: Love, Loot and Crash) یک فیلم کمدی صامت کوتاه به کارگردانی مک سنت است که در سال ۱۹۱۵ منتشر شد. هارولد لوید هم در این فیلم نقشی بازی کرده است، اما نامش در عنوان‌بندیِ فیلم ذکر نشده است.

## بازیگران
- چارلی چیس
- جوزف سوئیکارد
- نیک کاگلی
- ویلیام هابر
- فریتز چیدا
- هارولد لوید
- فونتن لا رو